# Изворалу (Мехединци)
Изворалу (рум. Izvorălu) насеље је у Румунији у округу Мехединци у општини Тамна. Oпштина се налази на надморској висини од 305 m.

## Становништво
Према подацима из 2002. године у насељу је живело 402 становника, од којих су сви румунске националности.